# Мойзе Кен
Мойзе Біоті Кен (італ. Moise Bioty Kean, італійська вимова: [ˈmɔis ˈkɛn, ˈkin]) — італійський футболіст івуарійського походження, центральний нападник клубу «Фіорентіна» і національної збірної Італії.

## Клубна кар'єра
Мойзе Кен є вихованцем систем туринських клубів «Торіно» і «Ювентус».

### «Ювентус»

#### 2016—17: Дебютний сезон
У сезоні 2016—17 він став активно залучатися до тренувань і матчів дорослої команди цього клубу. Його дебют в чемпіонаті Італії відбувся 19 листопада 2016 року в матчі проти «Пескари»(3:0), замінивши на 84-й хвилині Манджукича. Після цього він став наймолодшим дебютантом клубу і першим гравцем топ-4 ліг Європи, який народився в 2000-х роках.. Через кілька днів дебютував і в Лізі чемпіонів, у матчі проти іспанської «Севільї», замінивши П'янича на 84-й хвилині і ставши першим гравцем Ліги чемпіонів, який народився в 2000 році. 27 травня дебютним голом на 94-й хвилині приніс «Ювентусу» перемогу над «Болоньєю».

#### 2017–18: Оренда у «Верону»
31 серпня 2017 року, після продовження контракту до 30 червня 2020 року, Кен був орендований в «Верону» на сезон. Дебютував за «Верону» 10 вересня у матчі проти «Фіорентіни», у якому команда Кена програла 0:5, замінивши на 46-й хвилині Алекса Феррарі. 1 жовтня забив перший гол за «Верону» на 87-й хвилині матчу проти «Торіно» (2:2). Усього за сезон відіграв 20 матчів у всіх турнірах і забив чотири голи.

### «Фіорентіна»
9 липня 2024 року Мойзе підписав контракт з клубом «Фіорентіна».

## Кар'єра в збірній
Мойзе зіграв майже за всі юнацькі та молодіжні збірні країни. Станом на жовтень 2020 за головну збірну Італії відіграв 8 матчі, в яких забив 2 голи.
| Дата       | Місто | Господарі | Результат | Гості       | Турнір                   | Голи | Примітки |
| ---------- | ----- | --------- | --------- | ----------- | ------------------------ | ---- | -------- |
| 20-11-2018 | Генк  | Італія    | 1 – 0     | США         | товариський матч         | -    | 62'      |
| 23-3-2019  | Удіне | Італія    | 2 – 0     | Фінляндія   | Євро-2020 (кваліфікація) | 1    |          |
| 26-3-2019  | Парма | Італія    | 6 – 0     | Ліхтенштейн | Євро-2020 (кваліфікація) | 1    |          |
| Усього     |       | Матчів    | 3         |             | Голів                    | 2    |          |

## Титули і досягнення
- Чемпіон Італії (2):

«Ювентус»: 2016-17, 2018-19
- Володар Кубка Італії (2):

«Ювентус»: 2016-17, 2023-24
- Володар Суперкубка Італії (1):

«Ювентус»: 2018
- Володар Суперкубка Франції (1):

«Парі Сен-Жермен»: 2020
- Володар Кубка Франції (1):

«Парі Сен-Жермен»: 2020-21